# 越南郵政電信集團
越南郵政電信集團（越南语：／）是一間電信公司，其隸屬於越南政府以及越南郵政部。根據聯合國開發計畫署在2007年的報告，該公司為越南第二大公司，僅次於越南農業農村發展銀行。其底下擁有VinaPhone、MobiFone越南前三大電信公司之二。
該公司主要業務範圍為：越南對內對外的金融投資與資本運用管理、資料傳輸服務、影像傳輸服務、衛星服務、資訊系統解決方案、電信服務以及郵政服務。

## 外部連結
- 越南郵政官方網站
- 越南郵政電信集團官方網站 （页面存档备份，存于）
- http://www.vnptgroup.vn （页面存档备份，存于）